# Yiyang
Yiyang (en chino, 益阳; pinyin, Yìyáng) es una ciudad-prefectura en la provincia de Hunan, República Popular China Situada en el curso inferior del río Xiang. Situada en las orillas del río Zi. limita al norte con Changde, al sur con Loudi, al oeste con Huaihua y al este con Yueyang. Su área es de 12 320 km² y su población total para 2018 superó los 4,4 millones habitantes. 

## Administración
La ciudad-prefectura de Yiyang se organiza en 6 localidades que se administran en 2 distritos urbanos, 1 ciudad suburbana y 3 condados rurales.
- Distrito Heshan (赫山区)
- Distrito Ziyang (资阳区)
- Ciudad Yuanjiang (沅江市)
- Condado Nan  (南县)
- Condado Taojiang (桃江县)
- Condado Anhua (安化县)

## Toponimia
El topónimo Yiyang se compone de los sinogramas Yi (nombre propio) y Yang (norte), lo que da como resultado "al norte del (río) Yi". Muchos lugares de China, en el nombre llevan "Yang" porque están situadas al norte de un río (siguiendo las tradición del Feng shui con el Yin y yang).
El río Zi (资水), que fluye por Yiyang, posiblemente se llamaba "Yi" (益水) en la antigüedad, y como la cabecera se ubicaba al norte del río, la llamaron Yi-yang, de ahí su nombre.

## Clima
Yiyang tiene un clima monzónico subtropical continental, con temperaturas generalmente altas, inviernos cálidos y veranos frescos, abundantes precipitaciones cada año, fuertes lluvias en julio, con poco sol, primaveras frías y lluviosas. 
La temperatura media anual es de 16,1 °C, las horas de sol 1348-1772, el período libre de heladas de 263 a 276 días, y la precipitación de 1230-1700 mm, lo que es adecuado para el crecimiento de los cultivos.
| Parámetros climáticos promedio de Yiyang (1991–2020 normal, extremas 1981–2010) | Parámetros climáticos promedio de Yiyang (1991–2020 normal, extremas 1981–2010) | Parámetros climáticos promedio de Yiyang (1991–2020 normal, extremas 1981–2010) | Parámetros climáticos promedio de Yiyang (1991–2020 normal, extremas 1981–2010) | Parámetros climáticos promedio de Yiyang (1991–2020 normal, extremas 1981–2010) | Parámetros climáticos promedio de Yiyang (1991–2020 normal, extremas 1981–2010) | Parámetros climáticos promedio de Yiyang (1991–2020 normal, extremas 1981–2010) | Parámetros climáticos promedio de Yiyang (1991–2020 normal, extremas 1981–2010) | Parámetros climáticos promedio de Yiyang (1991–2020 normal, extremas 1981–2010) | Parámetros climáticos promedio de Yiyang (1991–2020 normal, extremas 1981–2010) | Parámetros climáticos promedio de Yiyang (1991–2020 normal, extremas 1981–2010) | Parámetros climáticos promedio de Yiyang (1991–2020 normal, extremas 1981–2010) | Parámetros climáticos promedio de Yiyang (1991–2020 normal, extremas 1981–2010) | Parámetros climáticos promedio de Yiyang (1991–2020 normal, extremas 1981–2010) |
| Mes                                                                             | Ene.                                                                            | Feb.                                                                            | Mar.                                                                            | Abr.                                                                            | May.                                                                            | Jun.                                                                            | Jul.                                                                            | Ago.                                                                            | Sep.                                                                            | Oct.                                                                            | Nov.                                                                            | Dic.                                                                            | Anual                                                                           |
| ------------------------------------------------------------------------------- | ------------------------------------------------------------------------------- | ------------------------------------------------------------------------------- | ------------------------------------------------------------------------------- | ------------------------------------------------------------------------------- | ------------------------------------------------------------------------------- | ------------------------------------------------------------------------------- | ------------------------------------------------------------------------------- | ------------------------------------------------------------------------------- | ------------------------------------------------------------------------------- | ------------------------------------------------------------------------------- | ------------------------------------------------------------------------------- | ------------------------------------------------------------------------------- | ------------------------------------------------------------------------------- |
| Temp. máx. abs. (°C)                                                            | 24.8                                                                            | 30.4                                                                            | 33.0                                                                            | 35.2                                                                            | 36.2                                                                            | 37.4                                                                            | 40.4                                                                            | 41.0                                                                            | 39.3                                                                            | 36.0                                                                            | 31.4                                                                            | 25.5                                                                            | '                                                                               |
| Temp. máx. media (°C)                                                           | 8.5                                                                             | 11.4                                                                            | 16.0                                                                            | 22.4                                                                            | 26.9                                                                            | 30.0                                                                            | 33.4                                                                            | 32.6                                                                            | 28.2                                                                            | 22.9                                                                            | 17.3                                                                            | 11.3                                                                            | 21.7                                                                            |
| Temp. media (°C)                                                                | 5.1                                                                             | 7.7                                                                             | 11.9                                                                            | 17.9                                                                            | 22.6                                                                            | 26.0                                                                            | 29.2                                                                            | 28.5                                                                            | 24.1                                                                            | 18.7                                                                            | 13.0                                                                            | 7.5                                                                             | 17.7                                                                            |
| Temp. mín. media (°C)                                                           | 2.7                                                                             | 5.0                                                                             | 8.8                                                                             | 14.4                                                                            | 19.1                                                                            | 22.9                                                                            | 25.9                                                                            | 25.4                                                                            | 21.1                                                                            | 15.7                                                                            | 10.0                                                                            | 4.8                                                                             | 14.7                                                                            |
| Temp. mín. abs. (°C)                                                            | -8.6                                                                            | -6.9                                                                            | -2.1                                                                            | 2.5                                                                             | 9.5                                                                             | 14.5                                                                            | 19.4                                                                            | 17.3                                                                            | 11.4                                                                            | 3.5                                                                             | -1.4                                                                            | -9.2                                                                            | '                                                                               |
| Precipitación total (mm)                                                        | 80.4                                                                            | 88.3                                                                            | 147.1                                                                           | 177.9                                                                           | 199.3                                                                           | 222.3                                                                           | 189.3                                                                           | 127.7                                                                           | 97.5                                                                            | 82.3                                                                            | 82.3                                                                            | 55.1                                                                            | 1549.5                                                                          |
| Días de precipitaciones (≥ 0.1 mm)                                              | 13.4                                                                            | 13.5                                                                            | 16.8                                                                            | 15.9                                                                            | 15.9                                                                            | 14.9                                                                            | 11.2                                                                            | 10.9                                                                            | 9.6                                                                             | 11.4                                                                            | 10.5                                                                            | 10.8                                                                            | 154.8                                                                           |
| Días de nevadas (≥ 1 mm)                                                        | 5.9                                                                             | 3.2                                                                             | 0.8                                                                             | 0                                                                               | 0                                                                               | 0                                                                               | 0                                                                               | 0                                                                               | 0                                                                               | 0                                                                               | 0.1                                                                             | 1.9                                                                             | 11.9                                                                            |
| Horas de sol                                                                    | 66.7                                                                            | 68.8                                                                            | 89.8                                                                            | 115.7                                                                           | 134.5                                                                           | 131.6                                                                           | 202.8                                                                           | 188.7                                                                           | 142.9                                                                           | 121.5                                                                           | 108.5                                                                           | 95.6                                                                            | 1467.1                                                                          |
| Humedad relativa (%)                                                            | 79                                                                              | 79                                                                              | 79                                                                              | 77                                                                              | 77                                                                              | 81                                                                              | 76                                                                              | 77                                                                              | 78                                                                              | 77                                                                              | 77                                                                              | 76                                                                              | 77.8                                                                            |
| Fuente: Administración Meteorológica de China                                   |                                                                                 |                                                                                 |                                                                                 |                                                                                 |                                                                                 |                                                                                 |                                                                                 |                                                                                 |                                                                                 |                                                                                 |                                                                                 |                                                                                 |                                                                                 |